# 沃爾堡 (北卡羅萊納州)
沃爾堡（英語：Wallburg）是一個位於美國北卡羅萊納州戴維森縣的城鎮。

## 人口
根據2020年美國人口普查的數據，沃爾堡的面積為14.48平方千米，皆為陸地。當地共有人口3051人，而人口密度為每平方千米211人。